# Esmolol
Esmolol – wielofunkcyjny organiczny związek chemiczny stosowany jako lek z grupy kardioselektywnych (blokuje receptory β1-adrenergiczne) beta-blokerów o szybkim i silnym działaniu. Nie posiada wewnętrznej aktywności sympatykomimetycznej oraz działania stabilizującego błony. Występuje pod nazwą handlową Brevibloc oraz Esmocard.
Jest stosowany w formie dożylnej w terapii częstoskurczów nadkomorowych oraz w nadciśnieniu złośliwym.